# Ulrich Tukur
Ulrich Tukur (ur. 29 lipca 1957 w Viernheim jako Ulrich Scheurlen) – niemiecki aktor i muzyk.

## Życiorys
Tukur wychował się w okolicach Hanoweru, gdzie w 1977 r. ukończył szkołę średnią. Uczestniczył w wymianie młodzieży z (USA), gdzie ukończył szkołę w Bostonie. W tym okresie poznał swoją pierwszą żonę Amber Wood, z którą ma dwie córki – Marlene i Lilian. Po odbyciu służby wojskowej podjął studia na kierunkach germanistyka, anglistyka oraz historia na uniwersytecie w Tybindze. W tym czasie dorabiał jako muzyk. Propozycja roli teatralnej obudziła w nim zainteresowanie teatrem i aktorstwem. W 1980 r. podjął naukę tego zawodu w konserwatorium w Stuttgarcie.
Po ukończeniu studiów aktorskich w 1983 r. Tukur trafił do teatru w Heidelbergu. W filmie zadebiutował jako jeszcze student w Białej Róży (niem. Die Weiße Rose) w reżyserii Michaela Verhoevena, gdzie zagrał Willi'ego Grafa.
Rok 1984 przyniósł przełom w jego karierze teatralnej, kiedy to uznany reżyser Peter Zadek powierzył mu rolę Joshuy Sobola w sztuce Getto. Od tego czasu grał w licznych przedstawieniach i filmach, wielokrotnie w roli tytułowej. W 1986 r. wybrany aktorem roku przez niemieckich krytyków teatralnych, w latach 1995-2003 dyrektor hamburskiego teatru Kammerspiele, obecnie jeden z najbardziej cenionych aktorów niemieckich. Uczestniczył w wielu międzynarodowych produkcjach filmowych.
Od roku 1989 Tukur jest ponownie czynny także jako muzyk.
Wraz z drugą żoną, fotograficzką Kathariną John mieszka od 1999 r. we Włoszech.

## Filmografia
- 1982 Die Weiße Rose
- 1983 Die Schaukel
- 1984 Die Story
- 1986 Stammheim
- 1988 Felix
- 1989 Das Milliardenspiel
- 1992 Die Spur des Bernsteinzimmers
- 1993 Wehner / Die unerzählte Geschichte
- 1995 Mutters Courage
- 1995 Nikolaikirche
- 2000 Bonhoeffer
- 2001 Taking Sides
- 2002 Amen.
- 2002 Solaris
- 2004 Stauffenberg
- 2005 Die Nacht der großen Flut
- 2005 Życie na podsłuchu (Das Leben der Anderen)
- 2009 John Rabe
- 2009 Biała wstążka (Das Weiße Band)
- 2012 Zettl